# 茜社
茜社（あこねやしろ）は、三重県伊勢市豊川町に鎮座する神社。山田産土神八社の1社で、近代社格制度に基づく旧社格は村社。
伊勢神宮豊受大神宮（外宮）の宮域内に鎮座するが、伊勢神宮の所管する神社ではない。地域住民からは「あこねさん」と呼び親しまれている。

## 概要
601坪（約1,987m2）ある境内は、東・南・西の三方を外宮宮域の勾玉池（まがたまいけ）に囲まれている。社名の「あこね」は鎮座地周辺の古い地名である赤畝（あかうね）に由来する。茜社境内には豊川茜稲荷神社と天神社（茜牛天神）2社も鎮座する。
宮司は2012年（平成24年）10月1日より鈴木瑞穂が務める。鈴木は伊勢市の神社で初めての女性宮司である。

## 信仰
氏子地域は豊川町、藤里町、旭町。本殿に至る参道には多くの鳥居が立ち並び、崇敬者によって奉納された無数の旗、幟、キツネの置き物が境内を埋め、信仰の厚さが窺える。
作家の佐藤愛子が著書『私の遺言』・『冥途のお客』で茜社を紹介しており、祈祷師らが参拝に訪れる隠れた名所になっている。
祭事は、1月15日の御頭神事と7月15日の例祭がある。

## 祭神
天牟羅雲命（あめのむらくものみこと）と蛭子命（ひるこのみこと）を主祭神とする。『宇治山田市史』では「不詳一座　或云赤畝氏祖天牟羅雲命」と記す。蛭子命は合祀により祀るようになった神である。天牟羅雲命は天上から水を持ち帰った飲料水の神とされる。

## 境内社
境内には豊川茜稲荷神社と天神社がある。

### 豊川茜稲荷神社
創建は不詳であるが、古くより茜社境内に鎮座する。『小祠拾』の茜社に関する記述の中に「石壇ノ東北ノ方ニ稲荷トテ岩窟アリ。土俗豊川明神ト云フ。」と、豊川茜稲荷神社に関する記載がある。祭神は宇迦之御魂神（うかのみたまのかみ）。『神都名勝誌』によると、漁師の信仰が篤いという。

### 天神社
天神社は菅原道真を祀る。元は山田大路家の鎮守神であったが後に豊川町の崇敬社となった。別名「牛天神」と呼ばれているが、その名の由来は2つの説がある。
1. 氏神が「牛神」に転訛した[10]。
2. 外宮宮域の菅原道真像を山田大路家の鬼門除けだった丑鬼（うしがみ）を祀っていた地に移したことから[10]。

祭神が学問の神とあがめられる菅原道真であるため、毎年受験生の参拝が多い。

## 被合祀社
茜社は以下の2社を1909年（明治42年）2月19日に合祀している。
| 社名       | 祭神     | 旧所在地       | 備考                     |
| 蛭子社     | 蛭子命   | 豊川町字下馬所 |                          |
| 大路菅原社 | 菅原道真 | 豊川町字下馬所 | 境内社「天神社」となる。 |

## 歴史
創建は一条天皇の御世以前、すなわち986年より前とされる。古代には外宮摂社として祀られていたが、時代の変遷により産土神へと変化していった。当時は「赤畝社」や「赤うね明神」などと呼ばれていた。文化・文政期までは石壇のみで社殿はなかったが、この時期に初めて小さな祠が建てられた。「茜社」となったのは江戸時代から明治時代と推定される。明治4年11月2日（グレゴリオ暦：1971年12月13日）、村社に列格した。
明治5年6月（グレゴリオ暦：1872年7月）、教部省は『延喜式神名帳』および『延暦儀式帳』に記載のない神社を一律に神宮の所管から外し、度会県および三重県管轄に移行したため、茜社も神宮所管から離れることとなった。一方神宮側は、茜社と皇大神宮（内宮）宮域にある大山祇神社を神宮の所管に復帰すべく、神社局と内々に折衝を開始した。これは、両社が神苑の中央付近にあり、神宮にとって重要な場所であることと、紅白の幟や傷んだ鳥居などが林立する光景が神苑の景観を損ねているという理由からであった。茜社の氏子は神宮所管に復帰することを承服しなかったが、大山祇神社は氏子から願い出て、境内社の子安神社とともに神宮所管に戻った。櫻井勝之進は茜社が神宮に復帰しなかった理由として、境内社で稲荷信仰が盛んであったからではないかとしている。
1952年（昭和27年）に宗教法人格を取得し、完全に神宮から独立する。2007年（平成19年）5月25日、神宮式年遷宮の祭事の1つお木曳において、豊栄会がお木曳車を曳き始める場まで運ぶ「上せ車」は、茜社から出発した。

## 社宝
社宝として、獅子頭1つ、太刀2振、小刀1振、牛像1体を有する。このうち獅子頭は上顎内部に「阿古称 永禄二歳己未五月 度会元貞 南都宿院作」の銘があり、1982年（昭和57年）4月27日に三重県指定有形文化財（彫刻）となった。

## 交通
公共交通
- JR参宮線・近鉄山田線伊勢市駅南口（JR）より徒歩5分程度。
- 三重交通「伊勢市駅前」バス停より徒歩5分。
- 三重交通「外宮前」バス停よりすぐ。

自家用車
- 伊勢自動車道伊勢西ICより三重県道32号伊勢磯部線（御木本道路）を北へ約5分。周辺に外宮の駐車場がある。